# Biblioteca Thiers
La Biblioteca Thiers de París, Francia, nombrada en honor de Adolfo Thiers expresidente francés, es una biblioteca de estudio especializado en la historia de Francia, particularmente del siglo XIX. Se trata de un anexo del Instituto de Francia que alberga a los investigadores y estudiantes de ese segmento histórico del país europeo. Opera todos los jueves y viernes de 12 a 18 horas.
Para tener acceso a los manuscritos, estampas y libros de la biblioteca se requiere de una autorización especial que se obtiene bajo la recomendación de un miembro cualquiera del Instituto de Francia, en cuyas premisas, en el edificio de la Fundación Dosne-Thiersse, ubicado en la plaza Saint-Georges, en el IX Distrito de París, se encuentra el acervo que se pone a disposición de los interesados.
En 2011, la Biblioteca Thiers contenía cerca de 156 000 volúmenes, títulos de periódicos antiguos, 30 000 estampas y caricaturas, 1 000 dibujos y 2 357 cajas de manuscritos especializados.
Por donaciones y compras esporádicas la Biblioteca Thiers ha seguido aumentando su importante acervo a lo largo de los años, llegando en la actualidad a constituir un fondo de lectura de primera importancia.
Contiene también varias colecciones de esculturas, pinturas, estampas y dibujos, aparte de una hemeroteca y de un epistolario significativo para el periodo histórico que es la especialidad de la biblioteca.